# Isachne polygonoides
Isachne polygonoides är en gräsart som först beskrevs av Jean-Baptiste de Lamarck, och fick sitt nu gällande namn av Johann es Christoph Christian Döll. Isachne polygonoides ingår i släktet Isachne och familjen gräs. Inga underarter finns listade i Catalogue of Life.